# Мери Балоу
Мери Балоу (на английски: Mary Balogh) е плодовита уелско-канадска писателка, авторка на произведения в жанр исторически любовен роман.

## Биография и творчество
Мери Балоу, с рождено име Мери Дженкинс, е родена на 24 март 1944 г. в Суонзи, Уелс, в семейството на Артър Дженкинс, художник, и Милдред Дабъл, домакиня. Има по-голяма сестра. В следвоенния бомбардиран град детството не е лесно и тя става запалена читателка, особено по творчеството но Инид Блайтън, както и сама опитва да пише. Следва в Университета на Уелс в Кардиф, където първо завършва английска филология през 1965 г., а след това и педагогика през 1967 г. След дипломирането си се премества в Канада, за да започне работа като учител по двугодишен договор. Там се омъжва през 1969 г. за канадеца Робърт Балоу, шофьор на линейка и следовател, с когото се установяват в малкото прерийно градче Киплинг, Саскачеван и имат три деца. Тя преподава английски език в гимназията в продължение на няколко години и се издига до директор на гимназия през 1982 г.
Запалва се по регентския любовен роман от творчеството на писателката Джорджет Хайер и започва да пише в свободното си време през 1983 г. Първият ѝ исторически любовен роман „Маскирана измама“ е издаден през 1985 г. и печели наградата на списание „Романтични времена“ за най-добър нов писател на регентски романи. След успеха на първите ѝ романи, през 1988 г. тя напуска работата си и се посвещава на писателската си кариера.
Нейните исторически са позиционирани по време на епохата на Регентството (1811 – 1820) или по-широката Джорджианска епоха (1714 – 1830) във Великобритания. Независимо от периода нейните героини често не са аристократични дами, а има и куртизанки, незаконни и пропаднали жени. Всички те стават подвластни на страстта и често бракът и/или чувствената връзка предшества признаването на любовта. За творчеството си е получила множество награди, включително наградата за авторски постижения на списание „Романтични времена“ за кратки разкази за регентска романтика през 1993 г.
Мери Балоу живее със семейството си в Киплинг, Саскачеван и в Риджайна.

## Произведения

### Самостоятелни романи
- A Masked Deception (1985)[1][3][4]
- The Double Wager (1985)[2]
- The Red Rose (1986)
- The Constant Heart (1987)
- Gentle Conquest (1987)
- Secrets of the Heart (1988)
- An Unacceptable Offer (1988)
- The Ungrateful Governess (1988)
- Daring Masquerade (1989)
- A Gift of Daisies (1989)
- The Obedient Bride (1989)
- Lady With a Black Umbrella (1989)
- The Incurable Matchmaker (1990)
- An Unlikely Duchess (1990)
- A Certain Magic (1991)
- Snow Angel (1991)
- The Secret Pearl (1991)
- Christmas Beau (1991)
- Beyond the Sunrise (1992)
- A Christmas Promise (1992)
- Deceived (1993)
- Tangled (1994)
- Longing (1994)
- Truly (1996)
- The Temporary Wife (1997)
- Thief of Dreams (1998)
- The Last Waltz (1998)
- A Matter of Class (2009)

### Поредица „Мейнуоринг“ (Mainwaring)
1. A Chance Encounter (1985)[1]
2. The Wood Nymph (1987)[3]

### Поредица „Стейпълтън-Даунс“ (Stapleton-Downes)
1. The Ideal Wife (1991)[1]
2. A Precious Jewel (1993)[3]
3. Dark Angel (1994)[4]
Мрачният ангел, изд. „Компас“ (1995), прев. Бранимир Белчев
4. Lord Carew's Bride (1995)
5. The Famous Heroine (1996)
6. The Plumed Bonnet (1996)
7. A Christmas Bride (1997)

### Поредица „Ухажването на Джулия“ (Courting Julia)
- Courting Julia (1993)[1]
- Dancing With Clara (1993)[3]
- Tempting Harriet (1994)
Съблазнителката Хариет, изд. „Компас“ (1995), прев. Иван Красналиев

### Други поредици
- Поредица „Фрейзър“ (Frazer) – 2 романа (1986 – 1994)[1]
- Поредица „Чакай“ (Waite) – 3 романа (1986 – 1992)[2]
- Поредица „Мрежа“ (Web) – 4 романа (1995 – 1997)[3]
- Поредица „Джорджиянецът“ (Georgian) – 2 романа (1986 – 1994)[4]
- Поредица „Четиримата конници на Апокалипсиса“ (Four Horsemen of the Apocalypse) – 3 романа (1997 – 1998)
- Поредица „Семейство Бедуин“ (Bedwyn Family) – 2 романа (1999 – 2002)
- Поредица „Любовница“ (Mistress) – 4 романа (2000 – 2011)
- Поредица „Сага за Бедуин“ (Bedwyn Saga) – 6 романа (2003 – 2004)
- Поредица „Обикновени“ (Simply) – 4 романа (2006 – 2008)
- Поредица „Хъкстейбъл“ (Huxtable) – 5 романа (2009 – 2010)
- Поредица „Клуб на оцелелите“ (Survivor's Club) – 7 романа (2012 – 2016)[2]
- Поредица „Уесткот“ (Westcott) – 9 романа (2016 – 2021)
- Поредица „Рейвънсууд“ (Ravenswood) – 2 романа (2022 – 2023)

### Сборници
- A Regency Summer (1992)[1]
- Christmas Gifts (2015)
- Christmas Miracles (2015)
- Once Upon A Dream (2016) – с Грейс Бъроуз
- A Rogue's Downfall (2017)
- No Ordinary Love (2017)
- A Day for Love (2018)
- A Very Special Christmas (2018)
- Second Chances (2019)